# Ipomoea delphinioides
Ipomoea delphinioides är en vindeväxtart som beskrevs av Jacques Denys Denis Choisy. Ipomoea delphinioides ingår i släktet praktvindor, och familjen vindeväxter. Inga underarter finns listade i Catalogue of Life.